# Podarkeopsis arenicola
Podarkeopsis arenicola är en ringmaskart som först beskrevs av Scott LaGreca 1947.  Podarkeopsis arenicola ingår i släktet Podarkeopsis och familjen Hesionidae. Inga underarter finns listade i Catalogue of Life.